# Zingiber neesanum
Zingiber neesanum är en enhjärtbladig växtart som först beskrevs av John Graham, och fick sitt nu gällande namn av Ramamoorthy. Zingiber neesanum ingår i släktet Zingiber och familjen Zingiberaceae. Inga underarter finns listade i Catalogue of Life.